# Ibrahim Temo
Ibrahim Starova (nacido como Ibrahim Ethem Sojliu; Struga, Imperio otomano, 1865– Medgidia, Rumania, 1939), más conocido como Ibrahim Temo, fue un político, revolucionario, intelectual, y un doctor médico albanés de profesión.
Temo nació como Ibrahim Ethem Sojliu en Struga, quién en aquel entonces era parte del Imperio otomano. Se unió a Mehmed Reshid y su colega, el doctor Abdullah Cevdet, para formar una sociedad secreta progresista (y posteriormente partido político), el Comité de la Unión y el Progreso (TAZA), con el objetivo original de derrocar el mandato absolutista del sultán otomano Abdul Hamid II. El objetivo se logró; en la Revolución de los Jóvenes Turcos en 1908, la TAZA (y su brazo informal, los Jóvenes Turcos) forzaron al sultán Abdul Hamid II a instaura una monarquía constitucional en el imperio, dando paso a la Segunda Era Constitucional.
Temo fue también uno de los fundadores de la Sociedad para la Publicación de Escrituras Albanesas (en albanés: Shoqëri e të shtypurit shkronjavet shqip). Falleció en Medgidia, Rumanía en 1939.
Una escuela secundaria en Struga fue nombrada en su honor.